# هاند شيكرز
هاند شيكرز (باليابانية: ハンドシェイカー، بالروماجي: Handosheikā) (بالإنجليزية: Hand Shakers)‏ هو مسلسل أنمي تلفزيوني من إنتاج استوديو غو هاندز، ومن إخراج شينغو سوزوكي وهيروميتسو كانازاوا، ومن تأليف هيروميتسو كانازاوا. عرض الأنمي في 10 يناير عام 2017 واستمر عرض حتى 28 مارس عام 2017، وتكون من 12 + أوفا.

## القصة
تدور أحداث القصة عن تازونا تاكاتسوكي هو طالب في المدرسة الثانوية لديه موهبة ميكانيكية، ويقبل طلب إصلاح في منشأة أبحاث جامعية. هناك يلتقي كويوري أكوتاغاوا، فتاة وحيدة نائمة على سرير، يلمس تازونا أطراف أصابعها، ويأتيه صوت من مكان غير معروف، ترك تازونا في حيرة من أمره.

## الشخصيات
تازونا تاكاتسوكي (باليابانية: 高槻 手綱، بالروماجي: Takatsuki Tazuna)
أداء صوتي: سوما سايتو
كويوري أكوتاغاوا (باليابانية: 芥川小代理، بالروماجي: Akutagawa Koyori)
أداء صوتي: سومير موروهوشي
ليلي هوجو (باليابانية: 北条璃々، بالروماجي: Hōjō Riri)
أداء صوتي: آي كايانو
ماسارو هوجو (باليابانية: 北条 勝، بالروماجي: Hōjō Masaru)
أداء صوتي: أيومو موراسي
تشيزورو ميتسوديرا (باليابانية: 三津寺千鶴، بالروماجي: Mitsudera Chizuru)
أداء صوتي: سوميري أويساكا
هاياتي آزوما (باليابانية: 東 颯، بالروماجي: Azuma Hayate)
أداء صوتي: كايتو إيشيكاوا
كوداما أوازا (باليابانية: 阿波座こだま، بالروماجي: Awaza Kodama)
أداء صوتي: ميكاكو كوماتسو
هيبيكي مورياما (باليابانية: 盛山　響، بالروماجي: Moriyama Hibiki)
أداء صوتي: توموكازو سوغيتا
دايتشي ناغاوكا(باليابانية: 長岡大地، بالروماجي: Nagaoka Daichi)
أداء صوتي: كينجيرو تسودا
مويومي أكوتاغاوا (باليابانية: 芥川 檀، بالروماجي: Akutagawa Mayumi)
أداء صوتي: أي كاكوما
بريك (باليابانية: ブレイク، بالروماجي: Bureiku)
أداء صوتي: جون فوكوياما
بايند (باليابانية: バインド، بالروماجي: Baindo)
أداء صوتي: يوكو هيكاسا
ناغاماسا ماكيهارا (باليابانية: 槇原長政، بالروماجي: Makihara Nagamasa)
أداء صوتي: شوتارو موريكوبو
موسوبو تاكاتسوكي (باليابانية: 高槻 結، بالروماجي: Takatsuki Musubu)
أداء صوتي: سورا أماميا
والد تازونا (باليابانية: タヅナの父، بالروماجي: Tazuna no chichi)
أداء صوتي: شينتارو أسانوما
والدة تازونا (باليابانية: タヅナの母، بالروماجي: Tazuna no haha)
أداء صوتي: ساتومي ساتو
توموكي تاتشيبانا (باليابانية: 橘 友樹، بالروماجي: Tachibana Tomoki)
أداء صوتي: يوسكي كوباياشي
شيغوري هاناساكي (باليابانية: 花咲時雨، بالروماجي: Hanasaki Shigure)
أداء صوتي: ساوري هايامي
فويس أو غاد (باليابانية: 神の声، بالروماجي: Kami no koe)
أداء صوتي: دايسكي ناميكاوا
دكتور أكوتاغاوا (باليابانية: 芥川博士، بالروماجي: Akutagawa hakase)
أداء صوتي: كينتارو توني
زوجة دكتورأكوتاغاوا (باليابانية: 芥川博士妻، بالروماجي: Akutagawa hakase tsuma)
أداء صوتي: إميري كاتو
كويتشي
أداء صوتي: نورياكي سوغياما

## وصلات خارجية
- الموقع الرسمي باللغة اليابانية
- هاند شيكرز على موقع IMDb (الإنجليزية)
- هاند شيكرز على موقع فيلمافينيتي (الإسبانية)
- هاند شيكرز على موقع كينوبويسك (الروسية)
- هاند شيكرز على موقع قاعدة بيانات الفيلم (الإنجليزية)
- هاند شيكرز على موقع ANN anime (الإنجليزية)